# Dionicio Escalante
Dionicio Manuel Escalante Moreno est un footballeur mexicain né le 12 mai 1990 à Culiacán. Il évolue au poste de défenseur avec l'Unión Adarve.

## Biographie
Dionicio Escalante a atteint la finale de la Copa Libertadores 2010 avec le club des Chivas de Guadalajara.

## Palmarès
- Finaliste de la Copa Libertadores 2010 avec les Chivas de Guadalajara